# Aurora Sánchez
Aurora Sánchez (Madrid, 1960) è un'attrice spagnola, nota per aver interpretato il ruolo di Paciencia Infante nella soap Una vita (Acacias 38).

## Biografia
Aurora Sánchez è nata nel 1960 a Madrid (Spagna), e oltre alla recitazione si occupa anche di teatro.

## Carriera
Aurora Sánchez ha iniziato a recitare in teatro. Ha recitato in varie serie televisive come nel 2000 in ¡Qué grande es el teatro! e in Policías, en el corazón de la calle, nel 2001 in El botones Sacarino, dal 2002 al 2005 in Ana y los 7, nel 2006 in ¡Apaga la luz!, nel 2008 in Lalola e nel 2021 in Piccole coincidenze (Pequeñas coincidencias). Nel 2002 ha recitato nella miniserie Viento del pueblo (Miguel Hernández), mentre nel 2008 ha recitato nel film televisivo Bajo el mismo cielo diretto da Silvia Munt. Nel 2015 e nel 2016 è stata scelta da TVE per interpretare il ruolo di Paciencia Infante nella soap opera in onda su La 1 Una vita (Acacias 38) e dove ha recitato insieme ad attori come Sheyla Fariña, Roger Berruezo, Sara Miquel, David Venancio Muro, Inma Pérez-Quirós, Marita Zafra, Marc Parejo, Inés Aldea e Juanma Navas. Oltre ad aver recitato in serie televisive, ha preso parte anche a film come nel 2001 in Clara y Elena, nel 2002 in Peor imposible, ¿qué puede fallar? e nel 2011 in Maktub.

## Filmografia

### Cinema
- Clara y Elena, regia di Manuel Iborra (2001)
- Peor imposible, ¿qué puede fallar?, regia di David Blanco e José Semprún (2002)
- Maktub, regia di Paco Arango (2011)

### Televisione
- ¡Qué grande es el teatro! – serie TV (2000)
- Policías, en el corazón de la calle – serie TV (2000)
- El botones Sacarino – serie TV (2001)
- Viento del pueblo (Miguel Hernández) – miniserie TV (2002)
- Ana y los 7 – serie TV, 91 episodi (2002-2005)
- ¡Apaga la luz! – serie TV (2006)
- Lalola – serie TV (2008)
- Bajo el mismo cielo, regia di Silvia Munt – film TV (2008)
- Una vita (Acacias 38) – soap opera, 420 episodi (2015-2016)
- Piccole coincidenze (Pequeñas coincidencias) – serie TV (2021)

## Teatro
- La madre que me parió, diretto da Gabriel Olivares
- Cancún, diretto da Gabriel Olivares
- No te vistas para cenar, diretto da José Troncoso
- El apagón, diretto da Yllana
- Tres, diretto da Juan Carlos Rubio
- Arizona, diretto da Juan Carlos Rubio
- Como te mujeras te mato, diretto da Rafael Pence
- La casa de Bernarda Alba, diretto da Amelia Ochandiano
- Luna de miel en hiroshima, diretto da Esteve Ferrer
- Te quiero muñeca, diretto da Ernesto Caballero
- Los enamorados di Carlo Goldoni, diretto da Miguel Narros
- Yerma di Federico García Lorca, diretto da: Miguel Narros
- Picasso andaluz o la muerte del minotauro di Salvador Távora
- Orgía di Pier Paolo Pasolini, diretto da Sara Molina
- Viento contra viento, diretto da Ramón Pareja
- La estella de la noche, diretto da Roberto Quintana
- La marquesa Rosalinda di Ramón María del Valle-Inclán, diretto da Juan Carlos Sánchez
- Flasch (Flash) di Karl Valentín, diretto da Pedro Álvarez Osorio
- Retablillo de Don Cristóbal di Federico García Lorca, diretto da A. Andrés Lapeña

## Doppiatrici italiane
Nelle versioni in italiano dei suoi film e delle sue serie TV, Aurora Sánchez è stata doppiata da:
- Elisabetta Cesone[11] in Una vita[12]